# Индастриал
Индастриал (от англ. industrial — «промышленный»), индастриал-музыка или «индустриальная» музыка — совокупность музыкальных направлений, отличающихся выраженной экспериментальностью и использованием провокационных тем. Изначально термин был введён при основании лейбла Industrial Records участниками группы Throbbing Gristle и их товарищем Монте Казаззой; с подачи последнего девизом Industrial Records стал слоган «Индустриальная музыка для индустриального общества» ("industrial music for industrial people"). В целом определяемый грубым и вызывающим звучанием, индастриал, по определениям комментаторов, является примером «наиболее абразивного и агрессивного сочетания рока и „электроники“», основанным на «стыке авангардных электронных экспериментов и провокаций панка».
Первые исполнители «индустриальной» музыки — Throbbing Gristle и Cabaret Voltaire в Великобритании, SPK в Новой Зеландии, Бойд Райс и Z'EV в США — экспериментировали с использованием шумов и эстетически провокационных тем: фашизма, серийных убийств и оккультизма. Их творчество не ограничивалось только музыкой, но включало в себя также выступления в форматах мейл-арта, перформанса, инсталляции и иных художественных форм. По своей тематике индастриал сближается с научной фантастикой, прежде всего с антиутопиями и киберпанком. Существенное влияние на жанр в период его становления оказали группы Kraftwerk и Pink Floyd; музыканты Фрэнк Заппа и Джими Хендрикс; композитор Джон Кейдж; писатели Уильям Берроуз, Джеймс Баллард и Фридрих Ницше.
Изначально термин «индастриал» применялся лишь среди узкого круга исполнителей, связанных с лейблом Industrial Records; позднее рамки жанра расширились за счёт введения туда исполнителей, формировавшихся под влиянием первоначального движения либо использовавших «индустриальную» эстетику. Позднее после роспуска Throbbing Gristle в 1981 году на основе индастриала сложился ряд новых, «постиндустриальных» направлений, для которых характерно смешение элементов звучания «индустриальной» музыки с иными жанрами: electronic body music, электро-индастриал, индастриал-рок и индастриал-метал; ведущие исполнители в этих жанрах в 1990-х годах имели серьёзный коммерческий успех.

## История
Если заглянуть глубже в историю возникновения данного стиля, то можно узнать, что уже в 1913 году в труде композитора-футуриста Луиджи Руссоло «L’arte dei rumori» («Искусство шумов», «The Art Of Noises» — такое же название впоследствии взяла себе известная музыкальная группа) прослеживаются некоторые элементы идеологии современного индастриала. Также большой вклад в развитие идеологической основы внесли Эрик Сати, Пьер Шеффер и другие представители футуризма. Советский композитор Авраамов сыграл большую роль в развитии индастриала благодаря своему революционному по меркам 20-х годов XX века сочинению «Симфония гудков».
Однако окончательно индастриал оформился в 1974 году в Англии. Этому способствовала группа Throbbing Gristle, основавшая лейбл Industrial Records, по названию которого и был назван стиль. Хотя есть другое расхожее мнение, что этим названием пионеры индастриала отделяли свою музыку от музыки прошлого, бывшей по их выражению «более аграрной» (намек на промышленно-индустриальную революцию в Англии XVII века). Изначально индастриал был не только музыкальным направлением, но и идеологическим (где основным методом стала т. н. «шоковая тактика»). В период с 1974 по 1981 год появляется множество музыкантов и групп этой направленности во всех частях света. Среди них наиболее известны Бойд Райс (NON), Einstürzende Neubauten, SPK, Merzbow и др. Они составили т. н. «классический индастриал». Но популярным направление так и не стало.
Throbbing Gristle распались в 1981 году, заявив о завершении «индустриальной» эпохи и начале «постиндустриальной». Для музыкантов это означало смену тактики, произошёл переход от индастриала к постиндастриалу. Бывшие участники Throbbing Gristle образовали несколько новых проектов, звучание которых сильно изменилось по сравнению с TG. Другие «классические» индустриальные группы (такие как SPK и Einstuerzende Neubauten) также перешли на «новую стратегию», появились и совершенно новые проекты. Постиндустриальная музыка стала менее агрессивна, однако вся та радикальность вылилась в музыкальные эксперименты и неслыханную изобретательность. Теперь постиндастриал-музыканты совмещают старый индустриальный подход с другими направлениями музыки: танцевальной, фольклорной, ритуальной.

### Концептуальные корни
Корни индустриальной идеологии уходят в традиции радикальной литературы и художественных перформансов, которые, в свою очередь, берут начало в футуризме, возникшем в начале века. Там же берут начало и индустриальная тактика и методы. Историки искусства XX века обычно ссылаются на протосюрреалистский театр абсурда Альфреда Жарри «Король Убю» (Ubu Roi), действовавший в Париже в 1896 году, как на родоначальника перформансов. Филиппо Маринетти, чей «Манифест футуризма» был опубликован в 1909 году, подхватил провокационистский жезл в своей пьесе «Roi Bombance», написанной в 1905 году. Желание провокации играло основу «Первого итальянского футуристического движения», а затем было удачно воплощено дадаистами и сюрреалистами. Политика всех трех движений (футуризм, дадаизм и сюрреализм) могла сильно различаться в то время, однако с точки зрения сегодняшнего дня важными остаются только общие черты.
Все три движения были ответами на тогдашние реалии, и ответы эти различались. Футуризм противопоставлял традиции динамизм, технологию и патриотический милитаризм. Сюрреалистское позитивное видение «прогресса» получило некоторые отклики среди ранних индустриальных музыкантов. Однако, если большинство индустриальных музыкантов (даже такие технофилы, как Kraftwerk) имели довольно иронический и циничный взгляд на вклад науки в историю, футуристы себе такого никогда не позволяли — Маринетти праздновал индустриальную революцию совершенно серьёзно и без тени иронии.
Схожесть между дадаизмом и индустриальной культурой менее двусмысленна. Ярость дадаистов была инспирирована Первой мировой войной, как наибольшим проявлением общественной банальности. Их реакция имела много общего с индустриальным искусством — это была попытка найти эстетику там, где большинство находит только злость. Для дадаистов это означало примитивистскую абстрактную живопись и перформансы в Cabaret Voltaire в Цюрихе, которые включали в себя бессловесную звуковую поэзию. Индустриальная музыка обращается к важнейшим вопросам сегодняшнего дня: социальной отчужденности, иллюзиям, созданным средствами массовой информации и преподносящимся вместо реальности, невозможности морали в культуре, в которой традиционные символы морали потеряли свою силу.

### Музыкальные корни
Идея использования шума как музыкального элемента берёт начало в манифесте итальянского футуриста Луиджи Руссоло «Искусство шумов», опубликованном в 1913 году. Сам по себе манифест художника Руссоло был вдохновлён работами композитора-футуриста Балилла Прателла (Balilla Pratella), чей «Технический манифест футуристической музыки» (1911 год) содержал следующую фразу: «[Музыка] должна передавать дух масс, огромных промышленных комплексов, поездов, океанских лайнеров, военных флотов, автомобилей и аэропланов. Всё это должно присоединять к великой центральной теме поэмы область машин и победную сферу электричества». Собственная музыка Прателла была гораздо более консервативна, чем можно предположить по его словам. Ещё за несколько лет до Прателла более известные классические композиторы начали рассуждать о развитии музыки.
В 1907 году Ферруччио Бузони писал в «Наброске к новой музыкальной эстетике»: «В каком направлении следует направить следующий шаг? К абстрактному звуку, свободной технике и неограниченному тональному материалу». Бузони также не реализовал этот следующий шаг, однако это сделали Шёнберг, Айвз и Коуэлл (Cowell), с 1907 по 1919 годов экспериментировавшие с музыкой, которая путём нарастания атональности быстро перерастает в диссонанс, а также (в случае Кауэлла) с новыми способами использования старых инструментов.
Отдельно нужно упомянуть и Александра Скрябина, пытавшегося в 20-х годах создать собственный музыкальный строй и экспериментировавшего со взаимодействием звука и света. Индустриальные музыканты, кстати, отдают ему дань уважения — Дженезис Пи-Орридж, к примеру, в разное время записал две крупноформатных вещи, в одной из которых были использованы музыкальные принципы, сформулированные Скрябиным («Mouth of the knight»), а другая была посвящена его памяти («Scriabianism»).

### Непосредственные предшественники
С середины 1960-х и в Европе и в Америке начала складываться музыкальная сцена, уже непосредственно предвещающая возникновение индустриальной музыки. Всё больше музыкантов начали использовать свободные музыкальные формы, импровизации, электронные инструменты и новаторские методы, позаимствованные из мира академического авангарда, а также сочетать музыку с перформансами и светом/видео. Вместе с тем, их музыкальные эксперименты всё дальше выходили за рамки рок-музыки, становившейся уже к тому времени консервативной.
К концу 1960-х в Европе появился прогрессив-рок и его немецкая разновидность краутрок, представленная, кроме Can, такими артистами, как Tangerine Dream, Faust, «NEU!», Cluster, Клаус Шульце с его ранним проектом «Ash Ra Temple». Из негерманских «прогрессивных» артистов следует особо выделить Hawkwind, Pink Floyd и Роберта Фриппа. В 68 году в Нью-Йорке начал действовать дуэт Silver Apples, сочетавший в своей музыке машиноподобные электронные осцилляторы и психоделические поп-ритмы. Также необходимо отметить Брайана Ино, подобно Фрэнку Заппе и Шукаю вышедшего из мира авангардной музыки и сыгравшего в 70-х огромную популяризаторскую роль.
Значительное влияние на индастриал также оказало творчество прото-панк группы The Velvet Underground, а также сольный альбом Лу Рида «Metal Machine Music» 1975 года, ставший одним из первых релизов в нойз-роке.
Ещё одна группа, которую необходимо здесь упомянуть — AMM. Музыканты начинали играть в середине 60-х как группа свободной джазовой импровизации, однако вскоре познакомились с Карлхайнцем Штокхаузеном и стали использовать в своей музыке всё больше элементов, заимствованных из академического авангарда. Всё больше изменяясь, в середине-конце 70-х AMM органично вписались в индустриальную сцену и стали классикой «импровизационного индастриала».
Кроме того, к 1970 году появились три группы, начавшие играть «индастриал» ещё до появления собственно самого «индастриала». Имеются в виду The Residents, экспериментировавшие с гитарным нойзом и урбанистическими шумами, Kraftwerk, сочетавшие психоделические минималистические синтезаторные мелодии с жёстким машинным поп-ритмом, и Sand, по сути дела начавшие играть эмбиент ещё до его изобретения Брайаном Ино и Throbbing Gristle.

### Возникновение индастриала
В качестве даты возникновения «индастриала» обычно называется два варианта: 1974 (год оформления собственно музыкального направления) или 1976 (год возникновения самого термина «industrial music»). В 1974 будущие музыканты Throbbing Gristle Дженезис Пи-Орридж и Кози Фанни Тутти (Cosey Fanni Tutti) ещё в составе перформанс-группы COUM Transmissions записали саундтрек к одному из своих перформансов под названием «Throbbing gristle» (в 95 году эта запись была издана немецким лейблом Dossier Records уже как альбом группы Throbbing Gristle). Другие два будущих участника Throbbing Gristle Питер Кристоферсон (Peter Christopherson) и Крис Картер (Chris Carter) присоединились к COUM Transmissions несколько позже — Картер в 75-м, а Кристоферсон в 76 году. В том же 1974 году была сделана первая запись ещё одной из «главных» индустриальных групп — Cabaret Voltaire.
В 1976 году в Англии музыканты группы Throbbing Gristle основали лейбл Industrial Records и возник термин «industrial music». Вот как это описывает один из основных участников этих событий Дженезис Пи-Орридж: 

Это было неизбежно, для этого пришло время. В слове «industrial» содержится ирония, потому что существует музыкальная индустрия. Кроме того, в интервью на вопросы по поводу записей автомобильных шумов мы часто отвечали шуткой: «это слово промышленности». И… пока существовала музыка, основанная на блюзе и рабстве, мы думали, что неплохо бы её обновить хотя бы до Викторианской эпохи — я имею в виду промышленную революцию. Рок-н-ролл существовал повсюду на сахарных плантациях Вест-Индии и хлопковых плантациях Америки, и мы подумали, что настало время попробовать обновить музыку в соответствии со временем (это по-прежнему актуально). Слово «industrial» звучало очень цинично и отвечало нашей цели… Нам нравились образы заводов: мы думали, что в них скрывается огромная неисследованная область образов и шума, которая приходит на ум, когда мы произносим про себя слово «industrial». Монте Газазза (Monte Gazazza) придумал лозунг «Индустриальная музыка — для индустриальных людей». Одним из ранних названий было «Factory Records», что было отсылкой к студии Уорхола «Factory» и его методу шелкографии, однако мы решили, что это будет слишком очевидно и что Уорхол всё-таки не был достаточно хорош.
Итак, лейбл Industrial Records, давший начало и название индустриальной культуре, был основан, и первой пластинкой, изданной на нём, стала LP Throbbing Gristle «Second Annual Report». Как явление «индустриальная музыка» и «индустриальная культура» оформились примерно к 1978—1979 годам, когда известность Throbbing Gristle и Cabaret Voltaire приобрела достаточно серьёзные масштабы. 

Они перестали быть стилем одной группы, и по всему миру начали возникать индустриальные группы и артисты, например SPK в Австралии, Z’ev и Бойд Райс (Boyd Rice, известный также как NON) в Америке, Einsturzende Neubauten и движение «Гениальные дилетанты» в Германии, Merzbow в Японии и т. д.

## СССР и Россия
Первые работы в области экспериментальной и индустриальной музыки, которые концептуально можно возвести к манифесту Луиджи Руссоло, относятся к искусству авангарда 1920-х годов, появлению «шуморков» (то есть шумовых оркестров) и деятельности «Ассоциации современной музыки». К этому же времени относятся работы изобретателя Льва Термена по созданию новых музыкальных инструментов.
Развитие индустриальной музыки в СССР, в современном смысле, началось в 1980-х годах, и относится к деятельности таких музыкантов, как Сергей Курёхин, Александр Лебедев-Фронтов, Егор Летов и Константин Рябинов, и музыкальных коллективов «Коммунизм», «Ночной проспект», «Центр». В 1990-е важный вклад в развитие направления сделал Алексей Борисов. Помимо музыкальной составляющей, можно отметить и просветительскую — организацию концертов, создание в 2002 году сайта SHUM.INFO. С 1995 по 2004 год на нерегулярной основе издавался журнал «Независимая электронная музыка», также оказавший важное влияние на деятелей и интересантов индустриальной сцены, а также созданный Александром Старостиным по его примеру журнал «БульDozer». В Санкт-Петербурге важной площадкой для развития индустриальной музыки стал клуб Tamtam, просуществовавший с 1991 по 1996 год, а в Москве — КЦ «Дом», работающий с 1991 года.
В конце 1990-х — начале 2000-х произошло несколько системных процессов: проникновение элементов индустриальной музыкальной эстетики в более мейнстримные группы, такие как Tequilajazzz, П.Т.В.П., Пилот и другие, появление новых музыкальных коллективов, таких как Cisfinitum, Necro Stellar, Театр Яда, Шумы России, Theodor Bastard и других, а также активное развитие субкультурных сцен, в частности готической.

## Постиндастриал
Распавшиеся в 1981 году Throbbing Gristle заявили о завершении «индустриальной» эпохи и начале «постиндустриальной». Другие «классические» индустриальные группы также перешли на «новую стратегию». Постиндустриальная музыка стала менее агрессивна и радикальна, однако вылилась в музыкальные эксперименты и проникла во многие жанры поп- и рок-музыки, была взята на вооружение многими ставшими впоследствии знаменитыми коллективами. К примеру, Depeche Mode в альбоме Some Great Reward (1984) вживую записали удары об рельс и сами клипы сняли в индастриал-стиле. Индастриал оказал большое влияние на дальнейшее развитие музыки в мире.